# Colombier, Neuchâtel
Colombier är en ort i kommunen Milvignes i kantonen Neuchâtel i Schweiz. Den är kommunens huvudort och ligger cirka 6 kilometer sydväst om Neuchâtel. Colombier är beläget på en höjd av 457 meter över havet. Orten har 5 596 invånare (2023).
Orten var före den 1 januari 2013 en egen kommun, men slogs då samman med kommunerna Auvernier och Bôle till den nya kommunen Milvignes.